# Мукамбо
Мукамбо (Mucambo) — муніципалітет у Бразилії, розташований у штаті Сеара.

## Стислі відомості
Протягом першого десятиліття 20-го століття тут знаходилося кілька будинків. В 1930-х роках регіон зазнав помітного зростання внаслідок індустріалізації. Підвищення статусу до категорії муніципалітету відбулося 1953 року.